# Johnny Congo
Johnny Congo est une série de bande dessinée écrite par Greg et dessinée par Eddy Paape dont les deux albums ont été publiés en 1992 et 1993.

## Naissance de la série
« Il ne devait, d’ailleurs, pas s’appeler ainsi. En fait, je devais reprendre une série de Hubinon, Tiger Joe, mais on a ramassé sur le dos les héritiers du titre et, plutôt que de recommencer, encore une fois, à discuter et diviser l’argent qui rentre, une part pour l’un, une part pour l’autre (j’en ai un peu marre de travailler pour les autres), on a décidé de faire Johnny Congo. »

## Synopsis
À la suite du massacre par des braconniers d’un troupeau d’éléphants atteints d’une terrible maladie très contagieuse, une folle poursuite contre la montre s’engage pour éviter l’épidémie.

## Albums
Deux albums sont édités :
1. La Rivière écarlate, dessins d'Eddy Paape, textes de Greg, couleurs de Cécile Schmitz, éditions Lefrancq, février 1992, 46 pages  (ISBN 2871530890 et 9782871530893) ;
2. La Flèche des ténèbres, dessins d'Eddy Paape, textes de Greg, couleurs de Cécile Schmitz, éditions Lefrancq, février 1993, 46 pages  (ISBN 2871531129 et 9782871531128).